# Bogusław Miedziński
Bogusław Miedziński (Miastków Kościelny, 22 marzo 1891 – Londra, 8 maggio 1972) è stato un militare, politico e giornalista polacco, Maresciallo del Senato della Polonia dal 28 novembre 1938 al 2 novembre 1939.